# Хагба, Лили Ризовна
Лили Ризовна Хагба (абх. Lily Hagba, груз. ლილი რიზოვნა ჰაგბა; 27 мая 1952) — советский и абхазский учёный в области филологии и лингвистики, доктор филологических наук (2007), профессор (2010), действительный член Академии наук Абхазии. Заслуженный деятель науки Республики Абхазия (2015).

## Биография
Родилась 27 мая 1952 года в селе Ачандара Абхазской АССР.
С 1969 по 1972 год обучалась на абхазско-немецком отделении филологического факультета Сухумского государственного педагогического института имени А. М. Горького, с 1972 по 1976 год продолжила обучение на отделение кавказского языка филологического факультета Тбилисского государственного университета. С 1977 по 1981 год обучалась в аспирантуре Института языкознания АН Грузинской ССР, ученица академика К. В. Ломтатидзе.
С 1976 по 1977 год на педагогической работе в Гудаутской средней школе № 1 имени Н. А. Лакоба в качестве преподавателя русского языка и литературы.
В 1977 и с 1981 года на научно-исследовательской работе в Абхазском институте языка и литературы имени Д. И. Гулиа в качестве лаборанта, младшего и старшего научного сотрудника отделов языка и лексикологии, с 1999 года — заведующая отделом языка этого института.
С 1968 года одновременно с научной занималась и педагогической работой в Абхазском государственном университете, в качестве преподавателя, доцента и профессора кафедры абхазского языка и журналистики, вела курсы лекций по вопросам современного абхазского языка, орфографии и пунктуации абхазского языка и стилистики и литературного редактирования.

### Научно-педагогическая деятельность и вклад в науку
Основная научно-педагогическая деятельность Л. Р. Хагбы была связана с вопросами в области филологии и лингвистики, а так же лексикологии, морфологии, когнитивной лингвистики, социо и этнолингвистики, занималась исследованиями в области синтаксиса абхазо-адыгских языков, грамматической структуры абхазского и абазинского языков.
В 1988 году защитила кандидатскую диссертацию по теме: «Коррелятивные конструкции с обстоятельственными элементами при глаголах абхазского и абазинского языков», в 2007 году защитила докторскую диссертацию на соискание учёной степени доктор филологических наук по теме: «Базовые лингвокультурные концепты в абхазском и абазинском языках (на материале идиоматики)». В 2005 году ей было присвоено учёное звание доцент, в 2010 году ей было присвоено учёное звание профессор. В 2014 году она была избрана член-корреспондентом Академии наук Абхазии. Л. Р. Хагбой было написано более восьмидесяти научных работ, в том числе монографий и книг, среди которых: «Кофрелятивные конструкции с обстоятельственными элементами при глаголах абхазского и абазинского языков» (1989), «Абхазское правописание» (2007), «Русско-абхазский терминологический словарь» (2000), «Их души тают над горами» (2003), «Фрагменты концептосферы абхазского и абазинского языков» (2006), «Абхазское правописание» (2007).

## Основные труды
- Коррелятивные конструкции с обстоятельственными элементами при глаголах абхазского и абазинского языков / АН ГССР. Ин-т языкознания. — Тбилиси, 1987. — 127 с.
- Современные проблемы кавказского языкознания и фольклористики : материалы междунар. науч конф., посвящ. 100-летию со дня рождения д-ра филол. наук К. С. Шакрыл (28-30 мая 1999 г., Сухум) / редкол. Хагба Л. Р. (отв. ред.) и др. — Сухум, 2000. — 385 c.
- Базовые лингвокультурные концепты в абхазском и абазинском языках : на материале идиоматики / Кабард.-Балкар. гос. ун-т им. Х. М. Бербекова. — Нальчик, 2006. — 260 с.
- Их души тают над горами: очерки / Лили Хагба ; Акад. наук Абхазии, Абхазский ин-т гуманитарных исслед. им. Д. И. Гулиа. — 2-е доп. изд. — Сухум : [б. и.], 2013. — 383 с[7]

## Награды, звания, премии
- Орден «Честь и слава» (Абхазия) III степени (2017)
- Заслуженный деятель науки Республики Абхазия (2015)[2][5][4]